# خرده قشلاق (مشگین‌شهر)
خرده قشلاق یک منطقهٔ مسکونی در ایران است که در دهستان یافت واقع شده‌است. براساس سرشماری مرکز آمار ایران در سال ۱۳۹۵، خرده قشلاق ۲۱ نفر جمعیت دارد.